# Glynis Barber
Glynis Barber (tên khai sinh Glynis van der Riet; 25 tháng 10 năm 1955) là một nữ diễn viên người Nam Phi. Bà được biết đến nhiều nhất với vai diễn Sgt. Harriet Makepeace trong bộ phim cảnh sát Anh Dempsey and Makepeace, Glenda Mitchell trong phim EastEnders, DCI Grace Barraclough trong phim Emmerdale, Fiona Brake trong Night and Day, và Soolin trong Blake's 7.

## Sự nghiệp diễn xuất

### Truyền hình
Barber học tại Học viện Nghệ thuật Sân khấu Mountview. Bà diễn xuất từ năm 1978, bước đột phá của cô đến vào năm 1981 với vai Soolin trong loạt phim truyền hình khoa học viễn tưởng của BBC Blake's 7.
Năm 1982, bà đảm nhận vai chính trong bộ phim truyền hình Jane với vai một nữ anh hùng trong Thế chiến thứ hai. Sê-ri này được quay trên màn hình xanh cho phép bổ sung bối cảnh hoạt hình, một kỹ thuật thử nghiệm vào thời đó. Tuy nhiên, Barber được biết đến nhiều nhất với vai diễn giữa năm 1980 là Sgt. Harriet Makepeace trong bộ phim cảnh sát Anh Dempsey and Makepeace, nơi cô gặp người chồng tương lai của mình, Michael Brandon.
Từ năm 1987, Barber xuất hiện thường xuyên trong các vở kịch, phim và phim truyền hình. Bà cũng đóng vai chính trong loạt phim truyền hình LWT Night and Day với vai Fiona Brake. Năm 2006, bà tham gia đoàn làm phim của ITV, Emmerdale, vào vai nhân vật DCI Grace Barraclough, điều tra cái chết của Tom King vào ngày Giáng sinh. Bà đã ngừng đóng phim này vào tháng 9 năm 2007, khi nhân vật này bị giết. Năm 2009, Barber đóng vai quản trị viên bệnh viện Jean McAteer trong The Royal, một bộ phim truyền hình khác của ITV lấy bối cảnh ở Yorkshire. Trong cùng năm đó, Barber và Brandon đều xuất hiện trong một tập của loạt phim New Tricks của BBC, mang tên "The Truth Is Out There".
Vào ngày 23 tháng 10 năm 2009, có thông báo rằng bà sẽ đóng vai Glenda Mitchell, mẹ của Ronnie Mitchell, Roxy Mitchell và Danny Mitchell trong EastEnders sau khi Jill Gascoine rút khỏi vai diễn trong ngày đầu tiên ra trường. Vào ngày 27 tháng 2 năm 2011, thông báo rằng Barber sẽ rời EastEnders vào tháng 3 năm 2011. Vào tháng 2 năm 2015, Barber thừa nhận rằng bà sẽ xem xét trở lại EastEnders. Barber nhận xét: "Tôi luôn cảm thấy Glenda rời đi với một vài vấn đề chưa được giải quyết. Sẽ rất vui khi được quay lại và tạo ra một chút hỗn loạn! ". Glenda trở lại trong hai tập vào ngày 1 tháng 1 năm 2016. Barber trở lại EastEnders toàn thời gian vào tháng 1 năm 2017 trước khi rời đi một lần nữa vào tháng 2.
Vào tháng 9 năm 2013, Barber xuất hiện trong chương trình khiêu vũ ITV Stepping Out với chồng Michael Brandon.